# Anypodetus arachnoides
Anypodetus arachnoides là một loài ruồi trong họ Asilidae. Anypodetus arachnoides được Oldroyd miêu tả năm 1974. Loài này phân bố ở vùng nhiệt đới châu Phi.